# Guerra turco-persa (1730-1736)
La guerra turco-persa de 1730-1736 (persa: جنگ ایران و عثمانی (۱۷۳۰-۱۷۳۵), turc: 1730-1736 Osmanlı-İran Savaşı) fou un conflicte militar l'Imperi safávida i l'Imperi Otomà entre 1730 i 1735/1736.

## Antecedents
A l'any 1721, Pèrsia oriental, governada pel xa Sultan Husayn es va veure envaïda per les tribus afganes ghilzai, que ocuparen la capital contemporànea, Esfahan a l'Octubre del 1722. El líder dels ghilzai, Mir Mahmud Hotaki, es va proclamar xa, però no va ser reconegut com a tal amb unanimitat per les províncies. El fill de Sultan Husayn, Tahmasp, va fugir al nord, on va ser proclamat xa, trobant el seu major suport a l'Azerbaidjan i les províncies de la mar Càspia.
Tahmasp va posar fi a la actual guerra amb Rússia en el tractat de Sant Petersburg (1723), cedint les regions septentrionals, de tal manera que l'Exèrcit Imperial Rus ocuparia el nord de l'actual Azerbaidjan i Daguestan.
Aprofitant aquesta situació, l'Imperi Otomà va ocupar la Pèrsia occidental. Després de l'ascens al trò hotaki de Àixraf Khan, aquest va haver de firmar el Tractat de Hamadan, pel qual es convertia vassall de Ahmed III i li cedia grans extensions de terreny de la Pèrsia occidental i septentrional.
Al 1726, Nàdir-Xah Afxar, un qizilbash de la tribu afxar, va entrar al servei personal de Tahmasp i fou nomenat gobernador general del Khorasan. Nàdir acceptà el títol kan, com a servidor al xa safàvida. Al 1729, Nàdir derrotà a l'exèrcit hotaki, liderat pel mateix Àixraf Khan, que contava amb suport dels otomans. Àixraf va morir durant la fugida.

## Guerra

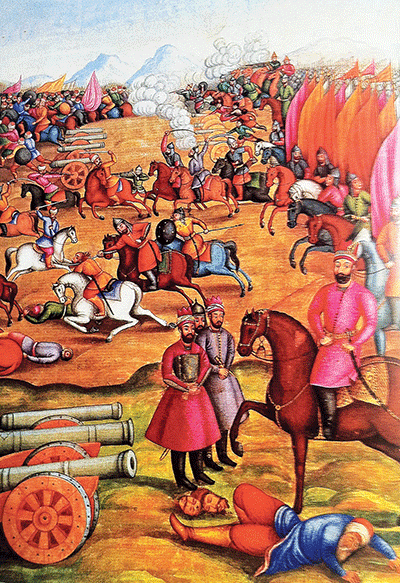
Batalla de Kirkuk (1733), es representa a Nader Kan al costat del cos de Topal Osmán Paşa.

A la primavera de 1730, Nàdir atacà els otomans y va recuperar la major part del territori perdut al col·lapse de l’Imperi safàvida. Els afghans abdali, que havien sigut sotmesos en una campanya anterior es rebel·laren i assetjaren Mashad, fet que va causar que Nàdir suspenguera la seva campanya per rescatar el seu germà Ebrahim, que es trobava a la ciutat. Nàdir va haver de dedicar 14 mesos per vèncer els abdali, que oposaren una resistència feroç.
Les relacions entre Nàdir i el xa Tahmasp havien empitjorat, ja que el xa envejava les seues victòries militars i sospitava de la seua popularitat deguda a aquestes. Mentre Nàdir estava en campanya a l'est, Tahmasp es va tractar de reafirmar iniciant una campanya per recaptar Erevan. Va ser vençut pels turcs, causant així la pèrdua de quasi tot el que Nàdir havia reconquerit l’any anterior, i va haver de firmar el Tractat de Ahmet Paşa, en el que cedia Armènia i Geòrgia a canvi de Tabriz. Nàdir denuncià el tractat i va buscar suport per començar una altra guerra amb els otomans. A Esfahan, Nàdir va emborratxar Tahmasp i el va exposar davant els seus cortesans, preguntant-los si un home en eixe estat era adequat per governar. Va aconseguir formar un escàndol suficient per forçar-li a abdicar en el seu fill Abbas III, un nadó, del qual Nàdir seria regent, convertint-lo així en el xa de facto.
Nàdir cregué que si capturava Bagdad, la podria intercanviar pels territoris perduts, però el general otomà Topal Osman Paixà va derrotar el seu exèrcit prop de la ciutat en 1733. Nàdir va decidir reprendre la iniciativa tan prompte com fos possible per tal de reforçar la seua posició, ja que hi havien sorgit revoltes en contra del seu mandat. Quan s'enfrontà de nou amb Topal, a la Batalla de Kirkuk, el va derrotar i matar. Va assetjar Gandja, a l’Azerbaidjan. Nàdir va signir amb l’Imperi rus el Tractat de Gandja, que, en combinació amb l’anterior Tractat de Resht, causava la renúncia de l’Imperi rus de les províncies adquirides al Tractat de Sant Petersburg a canvi de concessions econòmiques per part de Pèrsia i auxili militar mutu. Poc després, i com a conseqüència del Tractat de Gandja, Rússia va declarar la guerra als turcs, començant la Guerra russo-turca de 1735-1739. Nàdir va obtenir una victòria sota les tropes otomanes en Yeghvard, recuperant Armènia i Geòrgia a l'estiu de 1735.

## Conseqüències
L’Imperi Otomà no podia suportar la guerra a ambdós fronts i per tant, va començar les negociacions de pau amb Nàdir Khan. Com a resultat d’aquestes negociacions, el Tractat de Constantinoble va ser signat al 1736, restablint així la frontera persa-otomana de 1722, anterior a la crisi hotaki. Aquest tractat incomplia el Tractat de Gandja al declarar una pau separada de Pèrsia amb els otomans.
L’èxit de Nàdir va fer créixer tant el seu prestigi que va poder desplaçar als elits perses, fins que va aconseguir derrocar definitivament a Abbas III, i es va establir a si mateix com a xa, portant així a la fi l'Imperi safàvida i començant l'Imperi afxàrida. A la seua següent campanya, Nàdir va vèncer finalment als hotakis, i a continuació, començà la seua invasió de l’Índia.